# 人間の約束
『人間の約束』（にんげんのやくそく）は、1986年9月13日に公開された日本映画。第2回文化庁芸術作品賞受賞作品。原作は佐江衆一の『老熟家族』。配給収入は1.1億円。

## キャスト
- 森本亮作：三國連太郎
- 森本タツ：村瀬幸子
- 森本依志男：河原崎長一郎
- 森本律子：佐藤オリヱ
- 森本鷹男：杉本哲太
- 森本直子：武田久美子
- 吉川刑事：佐藤浩市
- 三浦刑事課長：米倉斉加年
- 中村武也：高橋長英
- 中村則子：結城美栄子
- 野川冴子：田島令子
- 田上刑事：若山富三郎
- 今福将雄
- 田武謙三
- 柳谷寛
- 大村千吉

ほか

## スタッフ
- 企画 : 高橋松男
- 製作 : 高橋松男、谷島茂之、斎藤安代
- プロデューサー : 藤本潔、山口一信、中道長吉
- 監督 : 吉田喜重
- 助監督 : 丸久生
- 脚本 : 吉田喜重、宮内婦貴子
- 原作 : 佐江衆一
- 音楽 : 細野晴臣
- 撮影 : 山崎善弘
- 編集 : 鈴木晄
- 美術 : 菊川芳江
- タイトル書 : 松本筑峯
- 音響効果 : 坂井三郎（東洋音響）
- スタジオ : 日活撮影所
- 車輌 : マエダオート
- エキストラ : 早川プロダクション
- 現像 : 東京現像所
- 協力 : 西友、西武百貨店、レストラン西武、西武クレジット、朝日工業、朝日航洋、西洋環境開発、西武オールステート生命保険、西武日産
- 製作 : キネマ東京、テレビ朝日、セゾングループ[1]
- 配給 : 東宝東和[1]

## 製作
前年の東映『花いちもんめ』が高く評価され、興行的にも成功したことで、日本映画界に「老人問題」映画ブームが起き、この年羽田澄子監督の『痴呆性老人の世界』ともに公開された。
公開時の『シティロード』1986年9月号の吉田喜重監督インタビューに「1973年の『戒厳令』以来12年ぶりの吉田監督の新作」と書かれており、1977年の『BIG-1物語 王貞治』は無かったことになっている。
吉田監督は「『老人問題』とか原作が問うている安楽死の是非を描こうとしたのではなく、私自身が直面している〈死〉に向っての予感がテーマです。小津さんが『東京物語』を撮った53歳という年齢に私も立ち到って、冗談めかしていえば20何年前の小津さんとの論争を想い起こしながら、人間の晩年を等身大に描こうとしたのかも知れない（中略）題名は〈ホームドラマ〉にしようかと思った位ですが、それにはむろん両義性があって、いま〈ホーム〉を描くことは同時に〈ホーム〉の喪失と破壊を描くことでもある…」などと述べている。